# 數字球
數字球是香港兒童間的集體遊戲。此遊戲的參加人數没有限制，遊戲開始前，每一位參加者均得到一個號碼，所有人報數後，遊戲正式開始。持球者大喊一個號碼後，向天空抛球，持有該號碼的玩家需要上前接球，而其他玩家則向四週散去。若然接球者成功在球未著地前接到球，便算是成功，並可以立刻喊另一個號碼同時把球向天空抛，遊戲如此重複進行；若球在著地後才能接住，接球者需在接球後立刻大叫「停」，及後所有玩家需停止移動，然後接球者可以向任何一位玩家行前三步，前進三步後向目標抛球，若然擊中的話，被擊中的玩家被扣一個生存機會（扣一扎）；若然未能擊中，抛球者被扣一個生存機會；任何人扣滿三次便要離場。一回合完結，如此類推。